# 仇由國
仇由國，亦称厹由、仇繇、夙繇、仇犹，春秋时期小型诸侯国，遗址在今山西省盂县东北半里。
仇由是春秋至战国初白狄的一支。春秋时晋国兼并各支赤狄，白狄东迁入华北，该部在途中留居今山西盂县，建城而居，故亦称“仇由国”。奉鲜虞为盟主，与白狄其他各支组成联盟。周景王四年（前541年），居住在今太原一带的无终（属山戎）和众狄（属赤狄）被晋国击败，向北迁徙。晋国直接和白狄各部冲突。晋国灭肥國、鼓國，白狄联盟瓦解。周敬王十四年（前506年），投靠鲜虞，建立中山国。晋出公时，晋卿知伯荀瑶攻击，以赠大钟为诱饵，让仇由国君开道迎接，晋军顺道攻入，仇由国为智伯所灭，后人以国为氏。部属归属晋国和中山国。臣下赤章蔓枝之前劝阻无效，投靠卫国。

## 相关文献
1. ↑  《韩非子·说林下》：“知伯将伐仇由，而道难不通，乃铸大钟遗仇由之君。”
2. ↑  《史记·樗里子列传》：“知伯之伐仇犹，遗之广车，因随之以兵，仇犹遂亡。”

- 《中国少数民族史大辞典》